# 伊恩·琼斯
伊恩·琼斯（英語：Ian Jones，1934年10月11日—），英国男子板球、曲棍球运动员。他曾代表英国国家队参加1960年和1964年夏季奥林匹克运动会曲棍球比赛，分别获得第四名和第九名。